# Sophomore's dream
Trong toán học, sophomore's dream là hai đồng nhất thức (đặc biệt là cái đầu tiên):
{\displaystyle {\begin{aligned}\int _{0}^{1}x^{-x}\,dx&=\sum _{n=1}^{\infty }n^{-n}\\\int _{0}^{1}x^{x}\,dx&=\sum _{n=1}^{\infty }(-1)^{n+1}n^{-n}=-\sum _{n=1}^{\infty }(-n)^{-n}\end{aligned}}}
được phát hiện vào năm 1697 bởi Johann Bernoulli.
Giá trị xấp xỉ của những hằng số trên lần lượt là 1.291285997... và 0.7834305107...
Tên gọi "giấc mơ của sinh viên năm hai", xuất hiện trong (Borwein, Bailey & Girgensohn 2004), xuất phát từ "freshman's dream"  là một đồng nhất thức sai (x + y)n = xn + yn. Sophomore's dream cho ta cảm giác tương tự, tốt đến mức không thể, nhưng khác với freshman's dream, hai đẳng thức trên là đúng.

## Chứng minh

Đồ thị các hàm số y = x^{x} (đỏ, dưới) và y = x^{−x} (xanh, trên) trên đoạn x ∈ [0, 1]

Chứng minh hai đẳng thức này giống nhau, nên chỉ chứng minh của đẳng thức thứ hai được trình bày. Các bước chính của chứng minh này là:
- viết xx = exp(x log x) (ký hiệu exp(t) chỉ hàm mũ et với cơ số tự nhiên e);
- khai triển exp(x log x) sử dụng chuỗi Taylor của hàm mũ exp, và
- lấy tích phân từng số hạng, sử dụng phương pháp đổi biến.

Cụ thể, ta khai triển xx thành
{\displaystyle x^{x}=\exp(x\log x)=\sum _{n=0}^{\infty }{\frac {x^{n}(\log x)^{n}}{n!}}.}
Như vậy, {\displaystyle \int _{0}^{1}x^{x}\,dx=\int _{0}^{1}\sum _{n=0}^{\infty }{\frac {x^{n}(\log x)^{n}}{n!}}\,dx.}
Do chuỗi lũy thừa trên hội tụ đều, ta có thể đổi chỗ dấu tổng và tích phân để được
{\displaystyle \int _{0}^{1}x^{x}\,dx=\sum _{n=0}^{\infty }\int _{0}^{1}{\frac {x^{n}(\log x)^{n}}{n!}}\,dx.}
Để tính các tích phân trên, ta có thể đổi biến x = exp(−u/(n + 1)), hay u = −(n + 1)log x. Với phép đổi biến này, chặn dưới của tích phân biến thành 0 còn chặn trên trở thành ∞, cho ta đẳng thức
{\displaystyle \int _{0}^{1}x^{n}(\log x)^{n}\,dx=(-1)^{n}(n+1)^{-(n+1)}\int _{0}^{\infty }u^{n}e^{-u}\,du.}
Tích phân ở vế phải ở trên chính là tích phân Euler cho hàm gamma, cụ thể là
{\displaystyle \int _{0}^{\infty }u^{n}e^{-u}\,du=n!,}
cho nên
{\displaystyle \int _{0}^{1}{\frac {x^{n}(\log x)^{n}}{n!}}\,dx=(-1)^{n}(n+1)^{-(n+1)}.}
Lấy tổng những hạng tử này (bắt đầu tại n = 1 thay vì tại n = 0) cho ta kết quả như trên.

### Chứng minh gốc
Chứng minh gốc, đưa ra bởi Bernoulli (1697), và được trình bày dưới dạng hiện đại bởi Dunham (2005), khác chứng minh ở trên về cách tính các tích phân {\displaystyle \int _{0}^{1}x^{n}(\log x)^{n}\,dx}, nhưng phần còn lại là giống nhau, trừ một số chi tiết nhỏ khác. Thay vì sử dụng phương pháp đổi biến để cho ra hàm gamma (chưa được biết đến lúc bấy giờ), Bernoulli sử dụng tích phân từng phần để tính các số hạng này theo phương pháp quy nạp.
Ta tính một tích phân bất định trước, bỏ hằng số tích phân +C vì trong chứng minh gốc không có nó, và vì nó sẽ triệt tiêu khi tính tích phân xác định.
Với m ≠ −1, ta có thể tính tích phân {\displaystyle \int x^{m}(\log x)^{n}\,dx} bằng cách đặt u = (log x)n và dv = xm dx, cho ta:
{\displaystyle {\begin{aligned}\int x^{m}(\log x)^{n}\,dx&={\frac {x^{m+1}(\log x)^{n}}{m+1}}-{\frac {n}{m+1}}\int x^{m+1}{\frac {(\log x)^{n-1}}{x}}\,dx\\&={\frac {x^{m+1}}{m+1}}(\log x)^{n}-{\frac {n}{m+1}}\int x^{m}(\log x)^{n-1}\,dx\end{aligned}}}
(cũng có trong danh sách tích phân với hàm lôgarít). Bước này làm giảm số mũ của hàm logarit đi một (từ n xuống n − 1) và từ đó ta có thể tính tích phân này bằng cách quy nạp, như sau
{\displaystyle \int x^{m}(\log x)^{n}\,dx={\frac {x^{m+1}}{m+1}}\cdot \sum _{i=0}^{n}(-1)^{i}{\frac {(n)_{i}}{(m+1)^{i}}}(\log x)^{n-i}}
trong đó (n)i ký hiệu cho giai thừa giảm. Đây là tổng hữu hạn vì quá trình quy nạp dừng tại 0 do n là số nguyên.
Trong trường hợp m = n là các số nguyên thì
{\displaystyle \int x^{n}(\log x)^{n}\,dx={\frac {x^{n+1}}{n+1}}\cdot \sum _{i=0}^{n}(-1)^{i}{\frac {(n)_{i}}{(n+1)^{i}}}(\log x)^{n-i}.}
Lấy tích phân từ 0 đến 1, tất cả số hạng triệt tiêu ngoại trừ số hạng cuối cùng tại 1, cho ta:
{\displaystyle \int _{0}^{1}{\frac {x^{n}(\log x)^{n}}{n!}}\,dx={\frac {1}{n!}}{\frac {1^{n+1}}{n+1}}(-1)^{n}{\frac {(n)_{n}}{(n+1)^{n}}}=(-1)^{n}(n+1)^{-(n+1)}.}
Từ góc nhìn hiện đại, chứng minh này tương đương với việc chứng minh tích phân Euler {\displaystyle \Gamma (n+1)=n!} cho hàm gamma trên một tập xác định khác (tương ứng với việc đổi biến), do đồng nhất thức của Euler có thể được chứng minh bằng tích phân từng phần.

### Công thức
- Johann Bernoulli, 1697, collected in Johannis Bernoulli, Opera omnia, vol. 3, pp. 376–381
- Borwein, Jonathan; Bailey, David H.; Girgensohn, Roland (2004), Experimentation in Mathematics: Computational Paths to Discovery, tr. 4, 44, ISBN 978-1-56881-136-9
- Dunham, William (2005), “3: The Bernoullis (Johann and {\displaystyle x^{x}})”, The Calculus Gallery, Masterpieces from Newton to Lebesgue, Princeton, NJ: Princeton University Press, tr. 46–51, ISBN 978-0-691-09565-3
- OEIS, (dãy số A083648 trong bảng OEIS) and (dãy số A073009 trong bảng OEIS)
- Pólya, George; Szegő, Gábor (1998), “part I, problem 160”, Problems and Theorems in Analysis, tr. 36, ISBN 978-3-54063640-3
- Weisstein, Eric W., "Sophomore's Dream" từ MathWorld.
- Max R. P. Grossmann (2017): Sophomore's dream. Hằng số đầu tiên đến 1.000.000 chữ số

### Hàm số
- Literature for x^x and Sophomore's Dream, Tetration Forum,  2010-02-03
- The Coupled Exponential, Jay A. Fantini, Gilbert C. Kloepfer, 1998
- Sophomore's Dream Function, Jean Jacquelin, 2010, 13 pp.
- Lehmer, D. H. (1985). “Numbers associated with Stirling numbers and xx”. Rocky Mountain Journal of Mathematics. 15: 461. doi:10.1216/RMJ-1985-15-2-461.
- Gould, H. W. (1996). “A Set of Polynomials Associated with the Higher Derivatives of y = xx”. Rocky Mountain Journal of Mathematics. 26: 615. doi:10.1216/rmjm/1181072076.